# Swiss Indoors 1988
Lo Swiss Indoors 1988, noto anche come Davidoff Swiss Indoors per motivi di sponsorizzazione, è stato un torneo di tennis giocato sul sintetico indoor. È stata la 19ª edizione del torneo e faceva parte del Nabisco Grand Prix 1988. Si è giocato a Basilea in Svizzera dal 4 al 9 ottobre 1988.

## Campioni

### Singolare maschile
Stefan Edberg ha battuto in finale  Jakob Hlasek con il punteggio di 7–5, 6–3, 3–6, 6–2

### Doppio maschile
Jakob Hlasek /  Tomáš Šmíd hanno battuto in finale  Jeremy Bates /  Peter Lundgren con il punteggio di 6–3, 6–1